# Empis spectabilis
Espèce
Empis spectabilis est une espèce d'insectes diptères brachycères (antennes courtes) de la famille des Empididae.
Muni d'une courte trompe comme d'autres espèces de sa famille, c'est un prédateur d'autres insectes qu'il capture en vol. Son abdomen est recourbé vers le bas. 

## Distribution
Amérique du Nord : est des États-Unis.